# Usnea transitoria
Usnea transitoria är en lavart som beskrevs av Motyka. Usnea transitoria ingår i släktet Usnea och familjen Parmeliaceae.   Inga underarter finns listade i Catalogue of Life.